# Lioudmila Kassatkina
Ludmila Ivanovna Kassatkina (en russe : Людми́ла Ива́новна Каса́ткина), née le 15 mai 1925 à Volodarskoïe et morte le 22 février 2012 à Moscou, est une actrice soviétique puis russe de théâtre et cinéma, distinguée Artiste du peuple de l'URSS en 1975.

## Biographie
En 1954, Ludmila Kassatkina tient son premier rôle dans la comédie Dompteuse de tigres de Nadejda Kocheverova. L'actrice y est doublée dans les scènes avec les fauves par l'artiste de cirque Margarita Nazarova. Elle est mariée avec le réalisateur Sergueï Kolossov, dont elle a un fils, Alexeï (né en 1958), musicien de jazz.

## Distinctions
- ordre de l'Insigne d'Honneur : 1967
- prix du Komsomol : 1968
- Artiste du peuple de l'URSS : 1975
- ordre du Drapeau rouge du Travail : 1980
- ordre de Lénine : 1985
- ordre de l'Amitié : 1995
- ordre du Mérite pour la Patrie de 4e classe : 2000
- ordre du Mérite pour la Patrie de 3e classe : 2005
- ordre du Mérite pour la Patrie de 2e classe : 2010

## Filmographie partielle
- 1954 : Dompteuse de tigres (Укротительница тигров, Ukrotitelnitsa tigrov) de Nadejda Kocheverova et Aleksandr Ivanovski : Lena Vorontsova
- 1956 : Lune de miel (Медовый месяц, edovy mesiats) de Nadejda Kocheverova : Ludmila
- 1961 : La Mégère apprivoisée (Укрощение строптивой, Ukrochtchenie stroptivoï) de Sergueï Kolossov : Katarina
- 1966 : Douchetchka (Душечка), téléfilm de Sergueï Kolossov : Olga
- 1972 : Grand maître (Гроссмейстер) de Sergueï Mikaelian : mère de Sergueï
- 1972 : Sveaborg (Свеаборг) de Sergueï Kolossov : Valentina Emelianova
- 1973 : La Grande Récré (Большая перемена, Bolchaïa peremena) de Alekseï Korenev : proviseur
- 1974 : Souviens-toi de ton nom (Zapamiętaj imię swoje) de Sergueï Kolossov : Zinaïda
- 1982 : Mère Marie (Мать Мария, Mat Maria) de Sergueï Kolossov : Marie Skobtsova
- 1982 : La Princesse de cirque (en) (Принцесса цирка, Printsessa tsirka) de Svetlana Droujinina : Mme Caroline
- 2001 : Les Poisons, ou Histoire mondiale de l'empoisonnement (Яды, или Всемирная история отравлений) de Karen Chakhnazarov : Evguenia Kholodkova